# Рецепт колдуньи
'«Рецепт колдуньи» — российский фильм 2003 года режиссёра Татьяны Воронецкой.

## Сюжет
У Полины (Амалия Гольданская) есть любящий муж-бизнесмен, семейный комфорт и достаток в доме. Но пара не может завести ребёнка из-за бездетности жены.
На помощь приходит лучшая подруга Полины — деловая и напористая Люсьен (Наташа Королёва). Она отводит Полину в дорогой медицинский центр, но врач только разводит руками не в силах помочь. Люсьен ищет подруге будущего отца её ребёнка среди профессиональных жиголо в стриптиз-клубе, пытается организовать встречу со своим таинственным красавцем и тайным поклонником. Но изменять мужу героиня принципиально не хочет. В конце концов, подруги идут к колдунье, которая берется помочь молодой женщине. Заключительная часть картины пронизана мистикой. Полина встречает мужчину своей мечты, который оказывается призраком, но это не мешает ей зачать от него ребенка.

## В ролях
- Амалия Гольданская — Полина
- Наташа Королёва — Людмила
- Виктор Раков — Павел
- Александр Лазарев — Богдан
- Татьяна Васильева — Колдунья

В эпизодах: Евгений Карельских, Галина Стаханова и другие.

## Критика
В целом фильм получил характеристику как слабый. Киновед Сергей Кудрявцев оценил фильм на 5,5 баллов из 10 возможных. Юрий Гладильщиков в журнале «Огонёк» писал, что это фильм уровня сериала и по содержанию («вариация на тему „Богатые тоже хнычут“») и по качеству, другие рецензенты также отмечали схожесть с этим мексиканским сериалом («богатые плачут по-русски») и, что фильм «вряд ли принесет зрителям новые открытия, равно как и сама рассказанная история». Однако, по словам кинокритика Нины Циркун в интервью журналу «Искусство кино» это фильм, «отчасти обращающейся к жанру русского водевиля», хорош именно как режиссёрский дебют, где ранее известная только документальными фильмами режиссёр Татьяна Воронецкая показала своё умение работать с актёрами, и интересен дебютной киноролью поп-звезды Наташи Королёвой, и неожиданной игрой Татьяны Васильевой:

В «Рецепте колдуньи» режиссёр очень правильно поставила на место Заслуженную артистку Российской Федерации Наташу Королёву. Совершенно неожиданно играет просто концертную роль Колдуньи Татьяна Васильева. Никто так прорицательниц не играл. Это именно режиссёр придумала, что здесь надо сыграть.

## Фестивали
Фильм участвовал в основной конкурсной программе XV кинофестиваля «Кинотавр».